# کوکی (بازیکن فوتبال)
سیلویو لوئیز بوربا دا سیلوا (به پرتغالی: Sílvio Luiz Borba da Silva) معروف به کوکی (Kuki) بازیکن فوتبال در پست مهاجم اهل برزیل است که در شهر Crateús و در تاریخ ۳۰ آوریل ۱۹۷۱ به دنیا آمده‌است.

## باشگاهی
کوکی در تیم‌های فوتبال چونبوک هیوندای موتورز و سانتاکروز سابقهٔ حضور دارد.